# Juana Muller
Pour les articles homonymes, voir Muller.
Juana Muller, née le 12 février 1911 à Santiago du Chili et morte le 4 mars 1952 à Paris, est une sculptrice chilienne de la nouvelle École de Paris.

## Biographie
Juana Muller naît le 12 février 1911 à Santiago du Chili. Son père Henri Alfred Muller, négociant dans le textile né à Hambourg en 1885, et sa mère Johanna Goldmann, née Reese en 1887 à New York, se sont mariés en 1910 à Hambourg, puis se sont installés à Santiago. À partir de 1913 et pendant la première Guerre mondiale, elle vit avec sa mère à Hambourg, son père demeurant en Amérique du Sud.
Après des études de 1930 à 1933 à l'École des beaux-arts de Santiago où elle est élève de Lorenzo Domínguez Villar (es) puis de Julio Antonio Vásquez à partir de 1931, Juana Muller y devient de 1933 à 1937 assistante de l'atelier de sculpture. En 1935 elle expose 0tilia (bronze, 48,5 × 38,5 × 28 cm ; collection du Musée d'Art contemporain de Santiago (es))  au Salon officiel de l'État présenté au musée national des Beaux-arts de Santiago. Elle obtient en 1936 la deuxième médaille au Salon de Viña del Mar et un prix au IVe Centenaire, Exposition nationale des arts plastiques de Valparaíso, en 1937 la troisième médaille au Salon officiel de Santiago. Plusieurs voyages en Europe, en Italie et, conférencière sur une croisière, en Grèce lui permettent à partir de 1936 et jusqu'en 1939 d'approfondir sa culture artistiques.

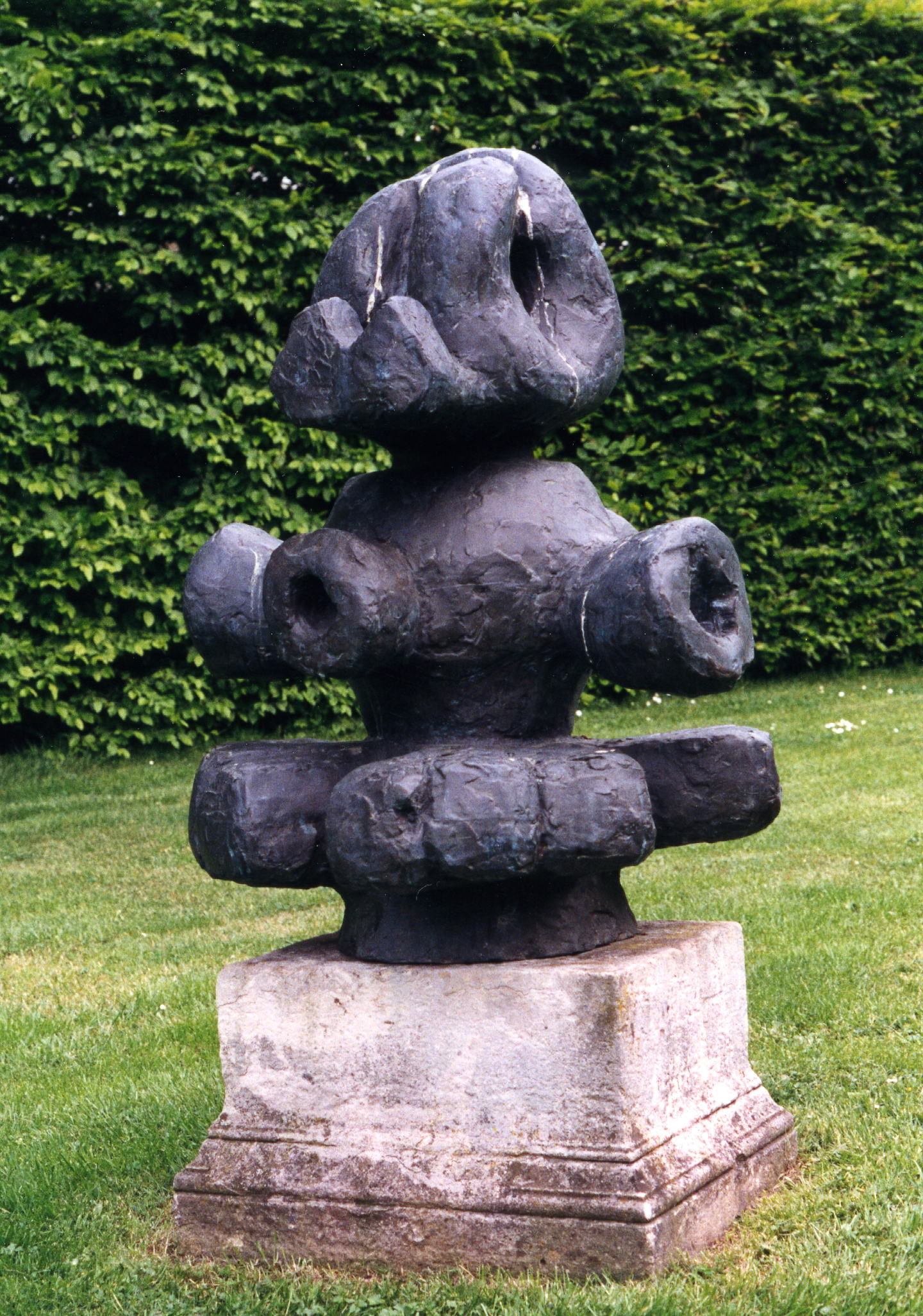
La Terre, 1949,, bronze

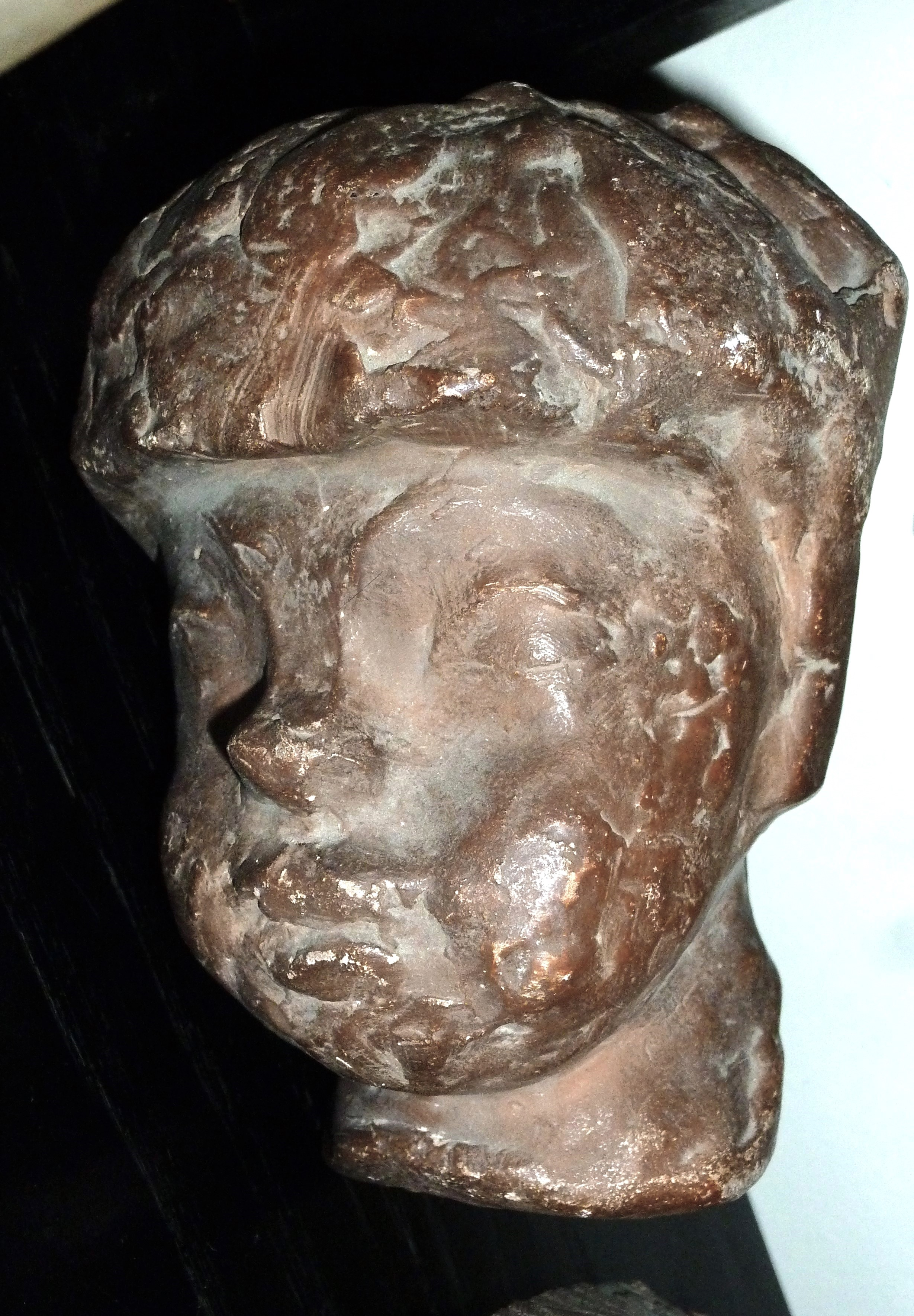
Tête d'enfant, c. 1949-50,, terre

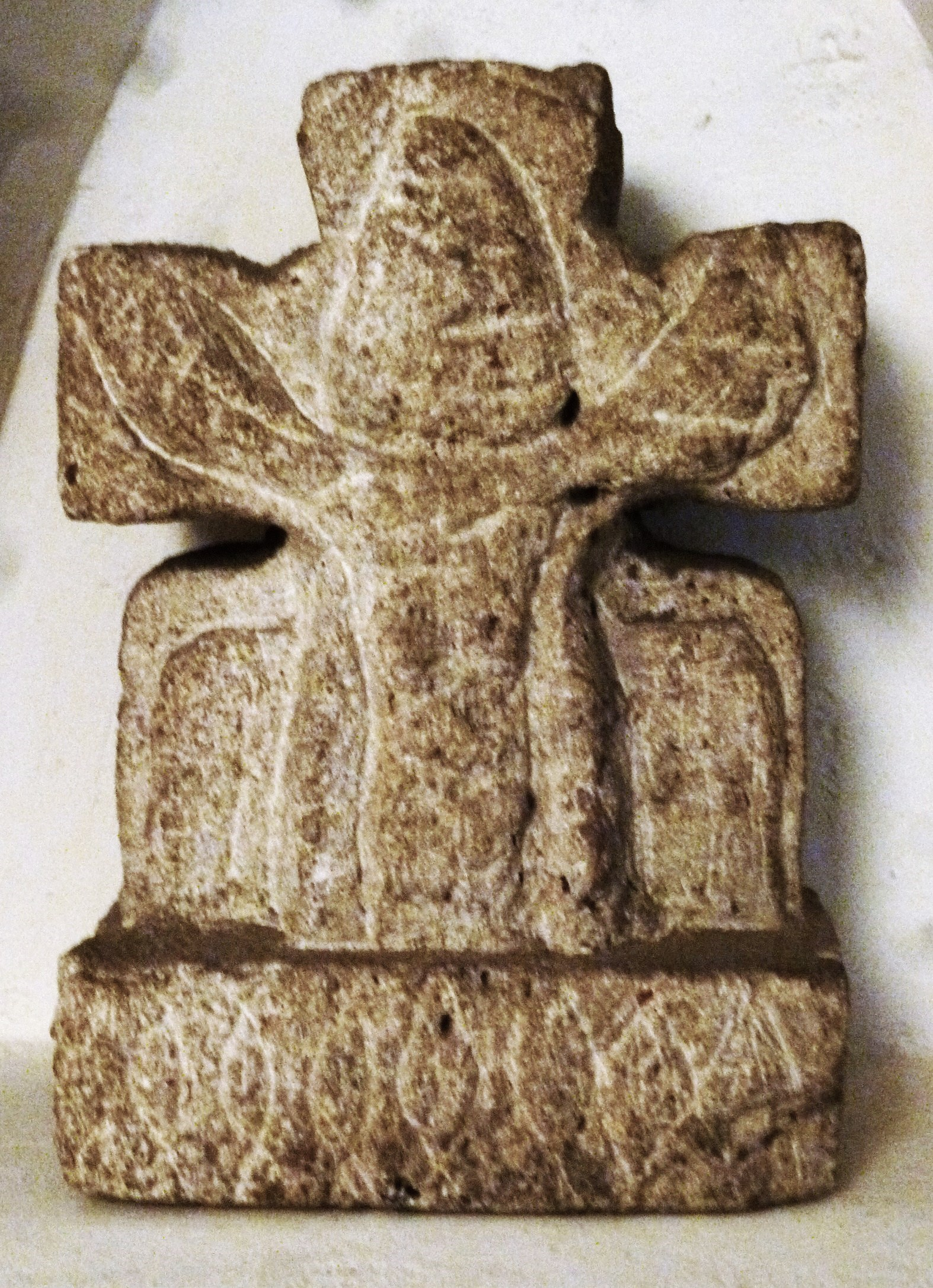
Sans titre, c.1950,, pierre

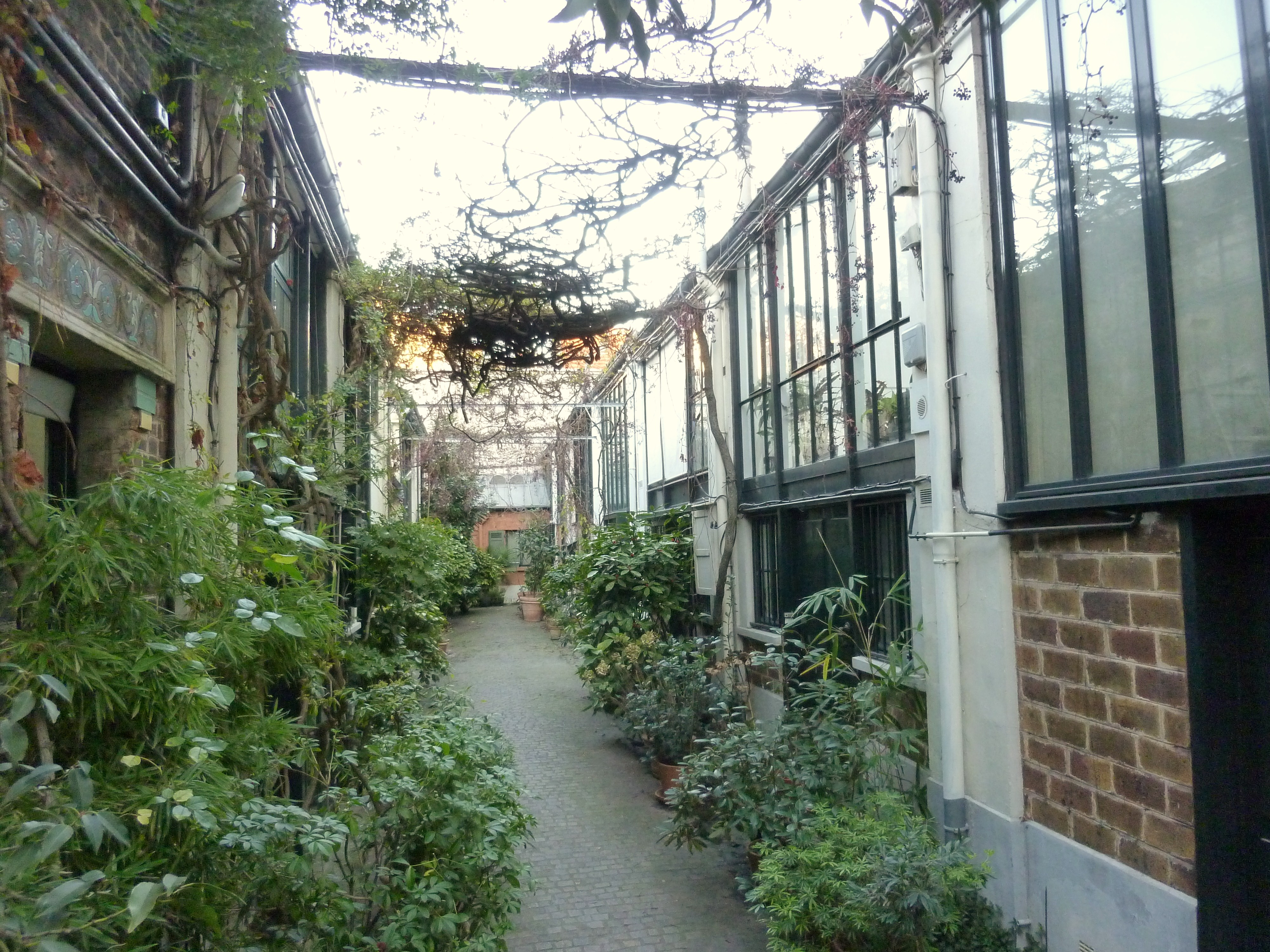
no 7 rue Jean-Ferrandi à Paris, où Juana Muller travaillait dans l'un des ateliers (transformés depuis).

Ayant reçu une bourse, Juana Muller s'installe en 1937 à Paris, rue Jules-Chaplain, dans un modeste studio, travaille d'abord dans l'atelier d'Ossip Zadkine, rue de la Grande-Chaumière, qui la considère en 1938 comme « la plus douée de (ses) élèves », puis, en 1939, chez Constantin Brâncuși, au no 11 impasse Ronsin, qu'elle aide dans la réalisation de La Tortue volante (musée Guggenheim de New York) et avec qui elle entretiendra une longue correspondance. Juana Muller expose pour la première fois en France au Salon d'automne de 1938, les deux sculptures qu'elle y présente étant remarquées dans une chronique en décembre du Mercure de France. Elle participe l'année suivante à la 50e exposition des artistes indépendants, Centenaire du peintre indépendant Paul Cézanne au .Grand Palais.
En 1939, après un voyage en Angleterre et un séjour à Santiago en novembre, Juana Muller quitte son appartement-atelier installé à Paris au no 61 rue Mathurin-Régnier, habite en février-mai 1940 à Rives près de Grenoble. Un projet de mariage avec le psychiatre Sylvain Eliascheff n'aboutit pas. Durant les années de guerre elle se trouve en octobre 1942 à Varces-Allières-et-Risset en Isère, à La Ferté-Saint-Aubin qu'elle quitte sous les bombardements pour Agen, la chronologie de ses déplacements demeurant imprécise. Elle rentre ensuite à Paris.
Juana Muller et Jean Le Moal, qui s'étaient croisés avant-guerre à l'Académie Ranson se retrouvent en novembre 1943 et se marient le 6 mai 1944. Plusieurs toiles de Le Moal qui précèdent son passage à la non figuration évoquent Juana Muller, notamment Jeune fille à la lampe (datant de janvier 1944), reproductions de deux études et Juana ou Figure à la lampe (1944), toutes deux peintes rue de Grenelle dans l'appartement de Jean Bertholle qui a accepté le poste de directeur artistique à la Faïencerie de Gien, puis Juana (1946). Les deux artistes vivent rue Mathurin-Régnier puis, à partir de 1948, au no 4 rue de Bérite, Juana Muller travaillant depuis 1946 dans un atelier au no 7 rue Jean-Ferrandi. Pendant l'été ils séjournent fréquemment à partir de 1945 à Larmor-Baden dans l'ancien moulin de Pen en Toul dont Jean Le Moal a fait l'acquisition en 1937. Leur fille Anne naît le 15 février 1945, leur fils François le 5 mars 1948.
Juana Muller se lie à partir de 1944 avec les amis peintres et sculpteurs de Le Moal, Alfred Manessier, Jean Bazaine, Jean Bertholle, Étienne-Martin, François Stahly, Étienne Hajdu et Simone Boisecq, plus tard Eudaldo venu lui aussi du Chili en 1949. Elle expose en mai 1944 à Lyon à la galerie Folklore de Marcel Michaud avec Le Moal, Manessier, Singier, Tal-Coat et Étienne-Martin, en 1947 avec Bertholle, Étienne-Martin, Véra Pagava et Stahly à la galerie Jeanne Bucher, en avril et mai 1950 à la galerie M.A.I., dirigée à Paris par Michaud, avec Étienne-Martin, Stahly et Marie-Thérèse Pinto (préface de Henri-Pierre Roché). Elle participe de 1946 à 1952 au Salon de Mai et, de 1949 à 1952, au Salon de la jeune sculpture auprès notamment de Marta Colvin, Marie-Thérèse Pinto, Alicia Penalba.
En 1948, Étienne-Martin fait découvrir à Juana Muller l'enseignement de Gurdjieff. À partir de 1950, elle travaille avec Stahly et Étienne-Martin au projet de la décoration, sculptures et objets liturgiques, de l'Église Saint-Rémy de Baccarat (architecte Nicolas Kazis). Durant l'été 1951, Juana Muller, Jean Le Moal et leurs enfants sont accueillis à Alba-la-Romaine par le peintre Eudaldo et sa compagne Consuelo Araoz.
Juana Muller met fin à ses jours à Paris le 4 mars 1952.
« Je crois que la place par excellence des sculptures est le plein air. Mes sculptures particulièrement, je souhaiterais les placer dans un jardin. L'opposition et en même temps le rapport qui s'établit entre la vie végétale et la vie des formes me touche beaucoup », confiait Juana Muller qui écrivait aussi : « Ce n'est que lorsqu'on sera libre de ses automatismes qu'on pourra trouver ce grand silence plein de tout ce qui existe. »

## Réception critique

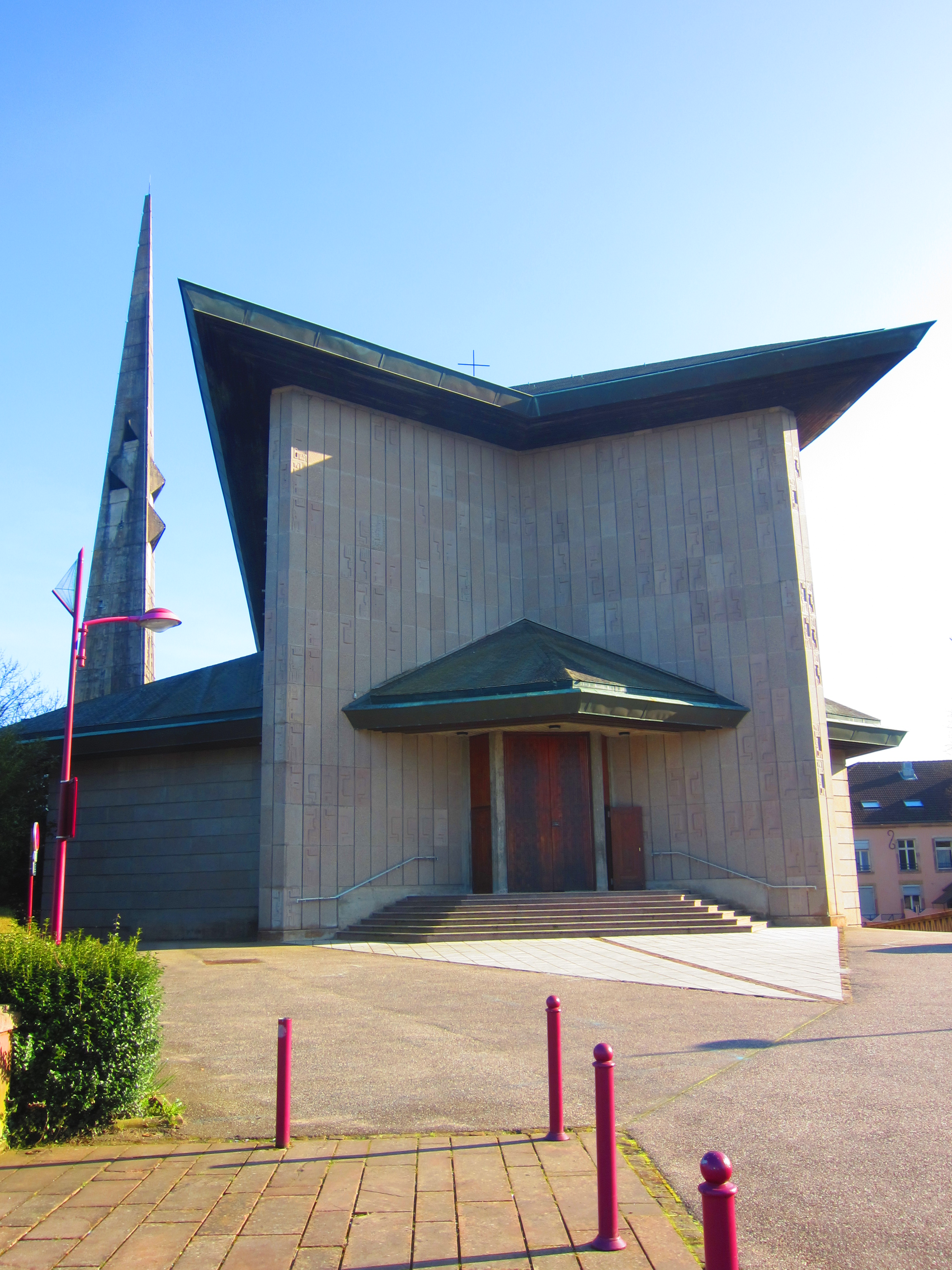
Église Saint-Remy de Baccarat

« [Que ses œuvres] soient empreintes de gravité, voire d'hiératisme, qu'elles puissent évoquer des objets culturels pour des sociétés fort éloignées de la nôtre, impossible de ne pas le reconnaître. Un mystère habite leurs formes simplifiées, non seulement les creux où s'épanouissent les ombres, mais aussi les surfaces que touche la lumière, ces surfaces quelque peu âpres, raboteuses comme le sont celles des bois taillés à grands coups ou celles des pierres que le temps a griffées en les dotant d'une vie à la fois secrète et attirante. »
« Brancusi sentait, et il m'en a fait part, que Juana Muller faisait partie, comme lui, de la grande "Tradition" de l'Art, où l'apparente modernité n'est qu'un accident inévitable pour toute œuvre authentique. »
« [Juana Muller] appartient à cette race d'être pour qui la vie [ne] fut qu'une longue marche vers l'authenticité la plus totale. Sculpteur, son travail ne supportait aucun mensonge. Revenant à des formes très essentielles, son attitude était celle d'une créature infiniment ouverte et attentive à tout […]. Maintenant qu'elle n'a plus de mains, de chair pour terminer cette œuvre restée à son aurore, elle l'accomplira […] dans le cœur de ceux qui sauront lire le message exemplaire dont elle témoigne fait de courage, d'humilité et de certitude.Étienne-Martin. »

## Expositions
- 1936 : IV Centenario Exposición Nacional de Artes Plásticas, Municipalidad de Valparaíso, Chili.
- 1939 : 50e exposition des artistes indépendants, Centenaire du peintre indépendant Paul Cézanne, Grand Palais, Paris.
- 1944 : Galerie Folklore (Marcel Michaud), avec Le Moal, Manessier, Singier, Tal-Coat et Étienne-Martin, Lyon.
- 1947 : Galerie Jeanne Bucher, avec Bertholle, Étienne-Martin, Véra Pagava et François Stahly, Paris.
- 1949 : La Sculpture en France de Rodin à nos jours, Maison de la Jeune Pensée Française, Paris.
- 1950 : Galerie M.A.I. (Marcel Michaud), avec Étienne-Martin, François Stahly et Marie-Thérèse Pinto, Paris (préface de Henri-Pierre Roché).
- 1957 : Hommage à la Sculpture de Brancusi, Galerie Suzanne de Connink, Paris.
- 1962 : Exposition internationale du petit bronze, Musée d’art moderne, Paris.
- 1973 : Trois sculpteurs: Juana Muller, Étienne Hajdu, Baltasar Lobo, Musées de Metz et Musée d'histoire et d'art du Grand Duché de Luxembourg (préface de Joseph-Émile Muller).
- 1974 : Exposition de la sculpture chilienne, collection de sculptures du musée d’Art contemporain, Université de Santiago, Chili.
- 1975 : La Mujer en el Arte, Museo Nacional de Bellas Artes, Santiago, Chili.
- 1984 : Juana Muller, 1911 - 1952, Musée d'histoire et d'art de la Ville de Meudon (préface de Gaston Diehl).
- 1987 : Sculpteurs de rêve, l'Atelier Busato, Hôtel de la Monnaie, Paris.
- 1991 : Exposición de escultura chilena: colección de esculturas del Museo de Arte Contemporáneo, Casa Central, Universidad de Chile, Santiago.
- 2003 : Les matériaux de la sculpture, 7 lieux, 7 matières, Le bois, Centre d'art Présence Van Gogh, Saint-Rémy de-Provence, Conseil général, Bouches-du-Rhône, octobre 2003 - janvier 2004 puis Arles, Aubagne, Marseille, Saint-Rémy-de-Provence, Vitrolles. .
- 2008 : Lumière, Couleurs, Formes, Hôtel de Ville d'Aulnay-sous-Bois, novembre 2008.
- 2011 : Sculptures’Elles, Les Sculpteurs femmes du XVIIIe siècle à nos jours, musée des Années Trente, Boulogne-Billancourt.
- 2014 : Regards sur l'École de Paris, Musée de la Cour d'Or – Metz Métropole, Metz, février-juin 2014.
- 2014 : Claude Idoux et son temps, Musée d'histoire et d'art de la Ville de Meudon.
- 2016 : Exposition groupe Mobile (deux photographies par Marc Vaux), Musée du Montparnasse (Villa Vassilieff).
- 2016 : Autour de Juana Muller, Sculptrices et peintres à Paris 1940-1960, Maison des Arts, Parc Bourdeau, Antony, avril-juin 2016.
- 2017-2018 : Jean Le Moal, musée de Valence, art et archéologie, 25 juin 2017-7 janvier 2018 ; Musée de l'Hospice Saint-Roch, Issoudun, 9 février-13 mai 2018 ; Musée des beaux-arts de Quimper du 15 juin au 17 septembre 2018.
- 2018 : Juana Muller (1911-1952), cinquante œuvres, Musée de l'Hospice Saint-Roch, Issoudun [en parallèle de l’exposition Jean Le Moal],
- 2019 :  La vraie vie est ailleurs – Femmes artistes autour de Marta Pan : Simone Boisecq, Charlotte Calmis, Juana Muller, Vera Pagava, Judit Reigl, Musée des Beaux-Arts de Brest, 27 juin 2019 - 5 janvier 2020.
- 2019 : Femmes années 50 ; Au fil de l'abstraction, peinture et sculpture, musée Soulages, Rodez, 2019-2020.
- 2021 : Alfred Manessier invite Juana Muller, musée Boucher-de-Perthes, Abbeville, 29 juin 2021 - 13 novembre 2021.
- 2022-2023 : Paris et nulle part ailleurs, 24 artistes étrangers à Paris. 1945-1972, Musée de l'Histoire de l'immigration, Paris, 27 septembre 2022 - 22 janvier 2023 ; catalogue, sous la direction de Jean-Paul Ameline, Musée de l’Histoire de l’immigration / Éditions Hermann, 258 pages,  (ISBN 9791037018632).
- 2023 : Les artistes d’Alba-la-Romaine 1950 - 1955, Château de Vogüé, 1er avril - 2 juillet, exposition collective.

## Salons
- Salon officiel, Santiago, 1935, 1937, 1942
- Salon des indépendants, Paris, 1938
- Salon d'automne, Paris, 1939
- Salon de mai, Paris, 1946-1952
- Salon de la jeune sculpture, Paris, 1949-1952

## Œuvres dans les collections publiques
Au Chili
- Santiago du Chili, musée national des beaux-arts :
  - Sans titre (Figure féminine), plâtre ;
  - 0tilia, bronze, 48,5 × 38,5 × 28 cm ; collection du Musée d'art contemporain de Santiago

En France
- Issoudun, Musée de l'Hospice Saint-Roch, parc de sculptures : 
  - Totem, entre 1948 et 1952, bronze, 113 × 32,5 × 28,5 cm ;
- Metz, musée de la Cour d'Or : 
  - Totem, entre 1948 et 1952, ciment, 117 × 33 × 27 cm, n° inventaire 75.17.1 ;
- Meudon, musée d'art et d'histoire :
  - La Terre, 1949, bronze, 27,5 × 21 × 17 cm ;
  - La Terre, 1949, bronze, 115 × 88 × 76 cm ;
  - Tête, ébène, 1950, 17 × 17,5 × 17,5 cm, n° inventaire AM 935 S, dépôt du Centre Pompidou depuis le 03-01-1984 ;
  - Le Couple, 1950-1951, bronze, 22 × 14,5 × 11 cm ;
  - Personnage, bronze, 21 × 13 × 11,5 cm ;
  - L'Oiseau, vers 1950, bronze, 19 × 19 × 20 cm ;
  - Le Totem, entre 1948 et 1952, bronze, 113 × 32,5 × 28,5 cm ;
  - Deux études pour le chemin de croix de l'Église Saint-Rémy de Baccarat (Meurthe-et-Moselle), vers 1950, bronze, 56 × 25 × 6 cm et 43,5 × 30,5 × 6,5 cm ;
  - Deux études pour le chemin de croix de l'Église Saint-Rémy de Baccarat (Meurthe-et-Moselle), vers 1950, dessins, 139 × 40 cm et 139,5 × 41,5 cm.

#### Monographie
- Sabrina Dubbeld (dir.), Lydia Harambourg et Michel-Georges Bernard, Juana Muller, 1911-1952, destin d'une femme sculpteur, Paris, Somogy, 2015, 168 p. (ISBN 978-2-7572-0905-9).

#### Catalogues d'expositions
- Trois sculpteurs, Juana Muller, Étienne Hajdu, Baltasar Lobo, préface de Joseph-Émile Muller, Musées de Metz et Musée d'histoire et d'art du Grand duché de Luxembourg, 1973.
- (es) La Mujer en el Arte, Musée national des Beaux-Arts, Santiago du Chili, 1975.
- Juana Muller, 1911-1952, préface de Gaston Diehl et texte de François Stahly, Musée d'art et d'histoire de la ville de Meudon, 1984.
- (es) Exposición de Escultura Chilena, Musée d'art contemporain, Santiago du Chili, 1991.
- Michel-Georges Bernard, Juana Muller, dans Lumière, Couleurs, Formes (Roger Bissière, Jean Bazaine, André Beaudin, Jean Bertholle, Simone Boisecq, Maurice Estève, Étienne-Martin, Eudaldo, André Fougeron, Léon Gischia, Elvire Jan, Charles Lapicque, Lucien Lautrec, Jean Le Moal, Karl-Jean Longuet, Alfred Manessier, Juana Muller, Alicia Penalba, Édouard Pignon, Mario Prassinos, Gabriel Robin, Hans Seiler, Gustave Singier, François Stahly, Árpád Szenes, Pierre Tal Coat, Raoul Ubac, Maria Helena Vieira da Silva, Jacques Villon), Hôtel de Ville d'Aulnay-sous-Bois, novembre 2008. p. 30 (reproduction, Totem)
- Elles. Les sculpteurs femmes du XVIIIe siècle à nos jours : Boulogne-Billancourt, Musée des Années Trente, Boulogne-Billancourt, 2011  (p. 136, 230 et reproduxtion, p. 136-137) .
- Laurence Berthon (dir.), Sylvie Ramond (dir.) et Jean-Christophe Stuccilli (dir.), Le Poids du monde. Marcel Michaud (1898-1958), Lyon, musée des Beaux-Arts, Fages éditions, 2011 (ISBN 9782849752517, lire en ligne), p. 47, 77, 117, 290, 293, 306-307.
- L'Atelier d'Étienne-Martin, 22 octobre 2011 - 23 janvier 2012, sous la direction de Sylvie Ramond et de Pierre Wat, Lyon, musée des Beaux-Arts, Paris, Éditions Hazan, 2011, 304 p. (p. 225 et 277; reproduction, Le Roi d'échec, p. 226).
- Sabrina Dubbeld, Juana Muller, dans La collection d'art moderne, Musée de la Cour d'Or – Metz Métropole, Silvana Editoriale, 2014, 204 pages  (ISBN 9788836628070), p. 60 (reproduction, Totem, p. 61)
- Manessier, Du crépuscule au matin clair, Musée Mendjisky Écoles de Paris, Paris, juin-octobre 2015, 112 p. (reproduction : L'Oiseau, p. 100).
- Autour de Juana Muller, Sculptrices et peintres à Paris 1940-1960, préface de Francis Villadier, introduction de Lydia Harambourg, Maison des Arts, Antony, 2016, 20 pages.
- Jean Le Moal, musée de Valence, art et archéologie, 25 juin 2017-7 janvier 2018 ; Musée de l'hospice Saint Roch, Issoudun, 9 février-13 mai 2018 ; Musée des beaux-arts de Quimper du 15 juin au 17 septembre 2018 ; catalogue : textes de Philippe Bouchet, Kate Kangaslahti, Guitemie Maldonado, Jacques Beauffet, Michel-Georges Bernard, Michel Duport, entretien avec Philippe Le Burgue.  (ISBN 978-2-35906-206-9)
- Femmes années 50; Au fil de l'abstraction, peinture et sculpture, musée Soulages, Rodez, Éditions Hazan, 2019 (224 p.).
- Alfred Manessier invite Juana Muller, textes de Sabrina Dubbeld et Véronika Doszla, témoignages de Henri-Pierre Roché et Étienne-Martin, musée Boucher-de-Perthes, Abbeville, 29 juin 2021 - 13 novembre 2021 [8 reproductions].

#### Articles de presse
- (es) « Homenaje a Juana Muller », Pro-Arte, no 159, Santiago, 2 octobre 1952.

#### Ouvrages généraux
- Léon Gischia et Nicole Vedrès, La sculpture en France depuis Rodin, Paris, Éditions du Seuil, 1946.
- Michel Seuphor, La Sculpture de ce siècle, Dictionnaire de la Sculpture Moderne, Neuchâtel, Suisse, Éditions du Griffon, 1959.
- (en) Carola Giedon-Welcker, Contemporary sculpture, an evolution in volume and space, a revised and enlarged edition, New York, George Wittenborn, 1960, p. 285 (reproduction), 340 et 344.
- (es) Enrique Melcherts, Introducción a la Escultura Chilena, Valparaíso, Chili, 1982, pages 184-185.
- (es) Victor Carvacho, Historia de la escultura en Chile, Editorial Andrés Bello, Santiago du Chili, 1983, p. 306-307.
- (en) The Cambridge history of Latin America, volume X, Latin America since 1930 : ideas, culture and society, Cambridge University Press, 1995, réédition 2004, p. 432.
- Michel-Georges Bernard, Jean Le Moal, Neuchâtel, Ides et Calendes, 2001, p. 108, 121.
- Jean-Pierre Bourdais, Alfred Manessier, mon ami, Siloë éditions, 2004, p. 71.
- Friedrich Teja Bach, Constantin Brancusi, p. 234, 312, 347, 348.
- (es) Amalia Cross. « Juana Müller (Hansi). Otilia », dans Catálogo razonado. Colección MAC, Santiago, Museo de Arte Contemporáneo, 2017, pp. 424 – 425.

### Filmographie
- Juana Muller, 1911-1952, sculpteur, réalisé par Anne-Marie Gourier, 2014, 28 minutes et 32 secondes, (projeté au musée de Meudon le 18 juin 2014)